# Општина Маришел (Клуж)
Маришел (рум. Mărişel) општина је у Румунији у округу Клуж.
Oпштина се налази на надморској висини од 1150 m.